# Agoge
Als die Agoge (altgriechisch ἀγωγή agogé „Leitung, Führung, Erziehung“) wird das durch seine Strenge bekannte Erziehungssystem Spartas bezeichnet, das ein wichtiger Bestandteil des spartanischen Staates war. Alle männlichen spartanischen Staatsbürger, mit Ausnahme der vom König abstammenden, mussten ein körperlich anspruchsvolles Training absolvieren. Antike Autoren wie Platon, Xenophon oder Isokrates sahen in dieser Erziehung den Grund für Spartas militärischen Erfolg.
Diese Erziehung umfasste hauptsächlich das militärisch strukturierte Training im Jagen, Tanzen und der sozialen Umgangsweise, aber auch die Trennung der Familien und die Pflege und Kultivierung der Treue innerhalb einer Gruppe. Sie wurde angeblich vom halb-mythologischen spartanischen Gesetzgeber Lykurgos eingeführt, doch wurde sie erst später, zwischen dem 7. und 6. Jahrhundert v. Chr., zum Trainieren von Jungen im Alter von sieben bis zwanzig Jahren angewandt.
Das Ziel dieses Erziehungssystems war es, der spartanischen Armee körperlich und moralisch gefestigte Männer zur Verfügung zu stellen. Jeder junge Mann in Sparta, der einzigen Stadt ohne Verteidigungsmauern, der zur „Mauer Spartas“ gehören wollte, musste sich an die harten Regeln des Lykurgos halten. Die jungen Männer förderten sich ebenfalls, indem sie sich gegenseitig ermutigten und auch gegeneinander kämpften, um bestimmen zu können, wer der Stärkste in der Gruppe sei.

## Begriff
Heute verwendet man den Begriff Agoge (altgriechisch ἀγωγή agogé „Leitung, Führung, Erziehung“) ausschließlich als Begriff für das spartanische Erziehungsmodell. In der Antike war der Begriff, abgeleitet von altgriechisch ἄγω ágo, noch nicht auf diese Bedeutung eingeengt. Zwar gehört eine der frühesten Erwähnungen der Agoge bei Herodot im 5. Jh. v. Chr. in einen ereignisgeschichtlichen Kontext mit Sparta, doch geht es hier um die verhinderte „Mitnahme“ (altgriechisch ἀγωγή agogé) des Spartanerkönigs Leotychidas durch die Aigineten, nicht um die spartanische Erziehung. Andere Bedeutungen des Wortes beziehen sich auf grundsätzliche „militärische Führung“ und „Training“ (was Nähe zur Idee der Agoge als spartanische Erziehung und ihrer Ziele besitzt), sowie im Bereich der Musik das „Tempo“ oder die „Sequenz“ einer Melodie.